# Val met wrijving
Een val met wrijving is de beweging van een voorwerp in een zwaartekrachtsveld, die gehinderd wordt door de wrijving of weerstand van een gas of van een vloeistof. De verticale neerwaartse beweging in het vacuüm of in een gas wordt vallen genoemd, in een vloeistof wordt het aangeduid als zinken.

## Luchtweerstand
In de lucht vallen door de luchtweerstand voorwerpen met een verschillende vorm niet even snel naar beneden. In vacuüm, dus zonder luchtweerstand, vallen alle voorwerpen even snel, en is er sprake van een vrije val.
De vergelijking voor de krachten in het geval van bijvoorbeeld val met luchtweerstand wordt gegeven door:
{\displaystyle m{\frac {dv}{dt}}={\frac {1}{2}}\rho C_{D}Av^{2}-mg}
met
{\displaystyle m\,} de massa van het voorwerp
{\displaystyle g\,} de valversnelling
{\displaystyle C_{D}\,} de weerstandscoëfficiënt
{\displaystyle A\,} de dwarsdoorsnede (oppervlakte) van het voorwerp, haaks op de luchtstroom
{\displaystyle v\,} de verticale valsnelheid
{\displaystyle \rho \,} de luchtdichtheid
Omhoog is hier gekozen als de positieve richting langs de coördinaatas, zodat in de formule de valversnelling -g bedraagt.
Deze formule geldt voor alle voorwerpen met een reynoldsgetal ruim boven de kritieke waarde. Als een voorwerp vanuit stilstand valt is de vergelijking voor de valsnelheid
{\displaystyle v(t)=-v_{\infty }\tanh \left({\frac {gt}{v_{\infty }}}\right)}
met de eindsnelheid
{\displaystyle v_{\infty }={\sqrt {\frac {2mg}{\rho C_{D}A}}}}
De snelheid kan worden geïntegreerd over de tijd en levert dan de verticale positie op als functie van de tijd:
{\displaystyle y(t)=y_{0}-{\frac {v_{\infty }^{2}}{g}}\ln \cosh \left({\frac {gt}{v_{\infty }}}\right)}

## Stokes-wrijving
In een vloeistof wordt de weerstand gegeven door de wet van Stokes. De formule van de krachten op een vallende massa m in een viskeuze (stroperige) vloeistof luidt
{\displaystyle ma=kv-mg\,}
met
{\displaystyle m\,} de massa van het vallende voorwerp
{\displaystyle a} de versnelling van het vallende voorwerp
{\displaystyle k\,} de wrijvingscoëfficiënt
{\displaystyle v\,} de verticale snelheid
{\displaystyle g\,} de valversnelling
Omhoog is hier gekozen als de positieve richting langs de coördinaatas, zodat in de formule de valversnelling -g bedraagt.
Als we beide kanten van de vergelijking door de massa m delen, en gebruiken dat de versnelling a de tijdsafgeleide van de snelheid v is ({\displaystyle a\!={\frac {dv}{dt}}}), krijgen we
{\displaystyle {\frac {dv}{dt}}=-g\left(1+{\frac {k}{mg}}v\right)}
Scheiding van variabelen dv en dt en integreren geeft
{\displaystyle \int {\frac {1}{1+{\frac {k}{mg}}v}}\,dv=-g\int \,dt+C}
Uitwerken:
{\displaystyle {\frac {mg}{k}}\ln {\left(1+{\frac {kv}{mg}}\right)}=-gt+C}
Natuurlijke logaritme wegwerken en omzetten in een exponent geeft ons een uitdrukking voor de snelheid v als functie van de tijd:
{\displaystyle v=v_{\infty }\left[1-\exp \left({\frac {-gt+C}{v_{\infty }}}\right)\right]}
met als limiet de negatieve eindsnelheid:
{\displaystyle v_{\infty }=\lim _{t\to \infty }v=-{\frac {m}{k}}g}
Deze eindsnelheid is negatief, want naar beneden gericht.
Hoe diep is het voorwerp gevallen?
Als op {\displaystyle t=0} de snelheid {\displaystyle v=v_{0}} en de hoogte van het voorwerp {\displaystyle y=y_{0}} is, dan vinden we door integratie van {\displaystyle v\!={\frac {dy}{dt}}}:
{\displaystyle dy=vdt}
{\displaystyle \int \,dy=\int v\,dt+C1}
{\displaystyle y(t)=y_{0}-{\frac {m}{k}}\left\{\left(v_{0}+{\frac {mg}{k}}\right)\left(e^{{\frac {-k}{m}}t}-1\right)+gt\right\}}